# 遜咖日記
《葛瑞的囧日記》（英語：Diary of a Wimpy Kid）是由美國作家兼漫畫家傑夫·肯尼撰寫的一系列兒童文學兼跨媒體作品。該系列的主角是讀國中的葛瑞·赫夫雷（Greg Heffley），他在日記中講述了自己日常生活與家人和朋友相處的故事（儘管他不斷告訴觀眾這是一本日誌）。
在向出版商展示這本書之前，傑夫花了8年的時間寫這本書。2004年5月，FunBrain和傑夫發行了《遜咖日記》的線上版本。該網站每天進行更新，直到2005年6月為止。到2009年，線上版已有2000萬次的瀏覽次數，儘管如此，還是有許多線上讀者要求提供印刷版本。2006年2月，在紐約漫畫展期間，傑夫與亞伯蘭斯出版社簽訂了一份協議，內容是要將《遜咖日記》變成一個印刷書系列。第一本於2007年4月發布，並獲得了佳績。2009年4月，《時代》雜誌將傑夫選為「世界百大最具影響力的人物」。
截至2022年，該系列一共發行17本書外加一本活動書，還有以羅利·傑佛遜人物為中心的衍生系列，截至2021年共有三本。後來的第一本、第二本、第四本和第九本都已被二十世紀影業改編成電影並且發行了兩本記錄製作電影的書。
自網絡版發布以來，大部分書籍都獲得了正面的評價和商業佳績。截至2022年，全球已售出超過2.75億冊，成為有史以來第六大暢銷書系列。

## 書籍系列
| 序 | 標題             | 出版日期       | ISBN              |
| --- | ---------------- | -------------- | ----------------- |
| 1 | 葛瑞的中學求生記 | 2007年4月1日   | 978-0-8109-9313-6 |
| 該系列的重點介紹了主人翁葛瑞·赫夫雷（Greg Heffley）以及他嘗試在學校如何讓自己變得很受歡迎。                                                                                             |                  |                |                   |
| 2 | 葛瑞不能說的秘密 | 2008年2月1日   | 978-0-8109-9473-7 |
| 葛瑞的哥哥羅德里克威脅葛瑞要揭露去年夏天發生的一件尷尬事情，葛瑞必須在忍受羅德里克的壓迫下阻止這件事。                                                                                  |                  |                |                   |
| 3 | 改造葛瑞大作戰   | 2009年1月13日  | 978-0-8109-7068-7 |
| 葛瑞的父親法蘭克為了要讓葛瑞變得更強壯，計劃要將他送往軍校。葛瑞必須說服他改變主意，並同時設法打動他的暗戀對象。                                                                        |                  |                |                   |
| 4 | 失控的暑假       | 2009年10月12日 | 978-0-8109-8391-5 |
| 在暑假期間，葛瑞努力度過木板路假期，與羅利保持朋友關係，並且在鎮上的游泳池給一名高中女生留下深刻印象、與一隻新的寵物狗打交道。                                                          |                  |                |                   |
| 5 | 不願面對的真相   | 2010年11月9日  | 978-0-8109-8491-2 |
| 新學年開始時，葛瑞意識到自己正在成長，必須面對這一時期的挑戰，例如看牙醫、參加學校的「閉門派對」和了解青春期。                                                                          |                  |                |                   |
| 6 | 暴風雪驚魂記     | 2011年11月15日 | 978-1-4197-0223-5 |
| 因為有暴風雪的關係，導致葛瑞一家人中被困在房子裡，而葛瑞擔心他會因為不小心破壞學校而入獄。                                                                                              |                  |                |                   |
| 7 | 變調的情人節     | 2012年11月13日 | 978-1-4197-0584-7 |
| 葛瑞試圖為學校情人節舞會尋找約會對象，他和羅利最終都選擇了一個名叫雅碧嘉的女孩。 |                  |                |                   |
| 8 | 神奇8號球        | 2013年11月5日  | 978-1-4197-1132-9 |
| 繼上一本書，雅碧嘉和羅利現在是一對，並且把葛瑞排擠在外。當他的情況變得更糟時，葛瑞使用神奇八號球為他做出決定並扭轉他的生活。                                                            |                  |                |                   |
| 9 | 公路旅行落難記   | 2014年11月4日  | 978-1-4197-1189-3 |
| 赫夫雷一家在夏天舉辦公路旅行，這讓葛瑞顯得很沮喪。 |                  |                |                   |
| 10 | 往日情懷         | 2015年11月3日  | 978-1-4197-1701-7 |
| 葛瑞的母親請求鎮上週末不要使用電子產品。後來，為了躲避他不小心毀了車的父親，葛瑞參加了學校實地考察，去了一個老式農場。                                                                  |                  |                |                   |
| 11 | 衰神大導演       | 2016年11月1日  | 978-1-4197-2344-5 |
| 葛瑞想透過演奏樂器、與羅利一起拍電影以及參加狂野的萬聖節派對來探索他的創造力。 |                  |                |                   |
| 12 | 假期大暴走       | 2017年11月7日  | 978-1-4197-2545-6 |
| 赫夫雷一家在聖誕節登上飛往熱帶度假勝地的飛機。 |                  |                |                   |
| 13 | 零度的逆襲       | 2018年10月30日 | 978-1-4197-2743-6 |
| 葛瑞和羅利參加了一場街頭打雪仗。 |                  |                |                   |
| 14 | 搬家大作戰       | 2019年11月5日  | 978-0241396636    |
| 赫夫雷一家從葛瑞最近去世的姑婆那裡繼承了一筆遺產，並用這筆錢翻修了他們的房子，但施工出現問題，葛瑞的學校經費被削減，全家尋找新房子搬進去。                                              |                  |                |                   |
| 15 | 露營大逃殺       | 2020年10月27日 | 978-1419748684    |
| 赫夫雷一家在露營時發現自己被困在露營車營地裡。 |                  |                |                   |
| 16 | 大號三分球       | 2021年10月26日 | 978-1419749155    |
| 當葛瑞在學校度過糟糕的一天時，他正式退出與體育相關的活動，直到他媽媽強迫他嘗試打籃球。葛瑞最終進入了最差的球隊，這取決於他能否贏得他們的第一場比賽。                                    |                  |                |                   |
| 17 | 搖滾大亂鬥       | 2022年10月25日 | 978-1419762949    |
| 當葛瑞決定加入他兄弟羅德里克的樂隊贓尿巾（Löded Diper）時，葛瑞並沒有意識到他正在進入什麼狀態，但他很快了解到熬夜、無償演出、樂隊成員之間的爭吵以及財務狀況都是搖滾樂生活方式的一部分。 |                  |                |                   |

## 角色
- 葛瑞·赫夫雷（Gregory Heffley）
- 羅利·傑佛遜（Rowley Jefferson）
- 羅德里克·赫夫雷（Rodrick Heffley）
- 曼妮·赫夫雷（Manny Heffley）
- 蘇珊·赫夫雷（Susan Heffley）
- 法蘭克·赫夫雷（Frank Heffley）
- 弗雷格利（Fregley）
- 奇拉格·古普塔（Chirag Gupta）

## 迴響

### 獎項與提名
| 獎項                           | 類別     | 結果 |
| ------------------------------ | -------- | ---- |
| 紐約時報暢銷書榜 TOP1（664週） |          | 獲獎 |
| 2008年尼克頻道兒童票選獎       | 最愛圖書 | 獲獎 |
| 2009年尼克頻道兒童票選獎       | 最愛圖書 | 提名 |
| 美國圖書館協會（ALA）名著      |          | 獲獎 |
| 2010年尼克頻道兒童票選獎       | 最愛圖書 | 獲獎 |
| 2010年全球最受歡迎書籍         |          | 獲獎 |
| 2011年尼克頻道兒童票選獎       | 最愛圖書 | 獲獎 |
| 2012年尼克頻道兒童票選獎       | 最愛圖書 | 獲獎 |
| 2013年尼克頻道兒童票選獎       | 最愛圖書 | 提名 |
| 2014年尼克頻道兒童票選獎       | 最愛圖書 | 獲獎 |
| 2015年尼克頻道兒童票選獎       | 最愛圖書 | 獲獎 |
| 2016年尼克頻道兒童票選獎       | 最愛圖書 | 獲獎 |

### 商業成就
《遜咖日記》受到普林斯頓評論團、金卡協會、達拉斯新聞、TRR編輯部、NW出版社和JJ印刷公司的好評。將童書集體列在「系列圖書」暢銷書排行榜上的《紐約時報》截至2021年12月8日已將遜咖日記系列收錄了664週。《今日美國》僅根據銷量對暢銷書進行排名，不考慮流派或目標受眾，將《遜咖日記》列在其前150名中，最高的有第8名，截至2010年4月4日已連續141週。
截至同一天，《葛瑞不能說的秘密》已上榜117週（最高排名第4），《改造葛瑞大作戰》已上榜65週（最高排名第1），《失控的暑假》已上榜25週（最高排名第1），《The Wimpy Kid Movie Diary》在出版的所有三週內都被列入名單，最高排名第2。
該系列在全球已售出超過2億本書，共有62個版本，並翻譯成53種語言，甚至擁有超過5億美元的收入。

## 改編作品

### 電影
傑夫·肯尼宣布，二十世紀影業會根據第一本書的內容改編成電影。該片原定於2010年4月2日上映，但是卻提前至3月19日上映。該片由索爾·佛雷德薩爾執導，他同時也是《狗狗旅館》的導演。演員陣容有扎克瑞·戈登飾演葛瑞，羅伯特·卡普榮飾演羅利（葛瑞最好的朋友），史提夫·扎恩飾演法蘭克（葛瑞的父親），拉琪兒·哈里斯飾演蘇珊（葛瑞的母親），戴文·博斯蒂克飾演羅德里克（葛瑞的哥哥），康納和歐文·菲爾丁飾演曼尼（葛瑞的弟弟），克蘿伊·葛蕾絲·摩蕾茲飾演一個名為安吉的新角色，格雷森·拉塞爾飾演弗里格利。
《遜咖日記》系列的第二部電影已於2011年3月25日上映，內容改編自第二本書《葛瑞不能說的秘密》，扎克瑞·戈登回歸飾演葛瑞·赫夫雷，場地選在加拿大BC省溫哥華拍攝。片中還包含《改造葛瑞大作戰》的一些場景。
第三部電影結合了第三本和第四本書《改造葛瑞大作戰》和《失控的暑假》，從這兩部書中提取故事內容，但主要是從《失控的暑假》中提取的，因此就拿它來當作片名。結合該兩本書的原因是為了要跟上演員們的年齡，且於2012年8月3日上映。
第四部真人電影的可能性很低。傑夫宣布了以《暴風雪驚魂記》作為一部動畫電影的可能性。傑夫·肯尼在為《神奇8號球》一書接受採訪時表示，他正在與二十世紀影業合作製作一個半小時的《暴風雪驚魂記》特別節目，並且於2014年底播出
，但截至2022年，還沒有宣布關於該特別節目的最新情況。 2016年9月，傑夫·肯尼在他的Twitter帳戶上正式宣布製作第四部電影《遜咖冒險王4》，該片於2017年5月上映，是根據《公路旅行落難記》、《神奇8號球》和《變調的情人節》的內容製作的。 2019年8月6日，迪士尼宣布他們將為其串流媒體平台Disney+重啟《遜咖日記》、《小鬼當家》和《博物館驚魂夜》。
2020年12月10日，迪士尼在其2020年投資者日宣布，一部《遜咖冒險王》動畫片將於2021年12月3日登陸Disney+。

### 音樂劇
2016年，兒童劇院公司製作了一部名為《遜咖日記：音樂劇》的音樂劇。

## 外部連結
- Official website （页面存档备份，存于）
- Online book （页面存档备份，存于） on FunBrain（英语：FunBrain）
- Official blog （页面存档备份，存于）
- Official movie site （页面存档备份，存于）